# Julià Abad i Guitart
Julià Abad i Guitart (Terrassa, 4 d'abril de 1885 - Agen 31 de març de 1939). Anarquista i anarcosindicalista terrassenc. Va participar a "Els fets del 1932 a Terrassa".
Es creu que va treballar a una filatura situada al carrer de la Rasa que es feia dir Cal Coll i que va treballar també a Ca l'Homs (Homs i cia.) que es trobava al carrer Sant Valentí, 25. Tenia el càrrec de sortejar la llana, és a dir, separar la llana per qualitat i tipus, per a poder diferenciar-ne els preus i utilitzar-la per a les diferents produccions tèxtils. Va estar treballant en filatures durant els anys 20. Era un treballador que tothom el tenia molt ben vist. Durant aquesta època, també es va afiliar a la Confederació Nacional del Treball (CNT). En aquest moment, a Terrassa hi havia aproximadament 20.000 persones afiliades en aquest sindicat. També va formar part de la Federació Anarquista Ibèrica (FAI). Al febrer del 1932, després que van ocórrer els fets de la Revolta de l'Alt Llobregat per a proclamar el comunisme llibertari, va participar en una revolta per a la mateixa raó a Terrassa coneguda com "Els fets del 1932 a Terrassa", però aquesta va fracassar.